# Autumn Catalogue
Autumn Catalogue (abreviado Autumn Cat.) fue una revista científica con ilustraciones y descripciones botánicas que fue publicada en Londres en el año 1889.